# Landschaftsverband
Landschaftsverband bezeichnet in mehreren deutschen Bundesländern eine kommunale Körperschaft des öffentlichen Rechts oder einen Verein mit kommunaler Beteiligung. Der Namensbestandteil Landschaft bezieht sich dabei jedoch nicht auf die heute gängige Bedeutung des Begriffs im Sinne eines natürlichen oder geografischen Raumes; er stellt vielmehr eine Verbindung zu den früheren Landständen her, deren Gesamtheit innerhalb eines Herrschaftsgebietes auch als Landschaft bezeichnet wurde.
- Die Landschaftsverbände in Nordrhein-Westfalen sind Körperschaften des öffentlichen Rechts mit Mitgliedschaft der Kreise und kreisfreien Städte. Sie gehen auf die früheren preußischen Provinzialverbände zurück und bilden heute die dritte (oberste) kommunale Ebene des Landes.[1]
- Die Landschaftsverbände in Niedersachsen sind eingetragene Vereine, in denen Landkreise, Städte, kulturelle Organisationen und die als Körperschaften fortbestehenden altständischen Landschaften des früheren Königreichs Hannover Mitglied sind und die im Auftrag des Landes und der Kommunen für die regionale Kulturpflege zuständig sind, siehe Landschaften und Landschaftsverbände in Niedersachsen.[2]
- In Artikel 75 der Verfassung des Landes Mecklenburg-Vorpommern ist die Möglichkeit der Bildung von Landschaftsverbänden zur Pflege des kulturellen Erbes der beiden Landesteile vorgesehen;[3] der Landesgesetzgeber hat davon jedoch keinen Gebrauch gemacht.